# Desa Indragiri (administrativ by i Indonesien, lat -7,13, long 107,34)
Desa Indragiri är en administrativ by i Indonesien.   Den ligger i provinsen Jawa Barat, i den västra delen av landet, 120 km sydost om huvudstaden Jakarta.